# Бушева Планина
Бушева Планина (мак. Бушева Планина) — середньовисока гора в західній частині Македонії, з найвищою вершиною Мусиця (1788 м), на схилах якого розташоване місто Крушево.

## Природні особливості

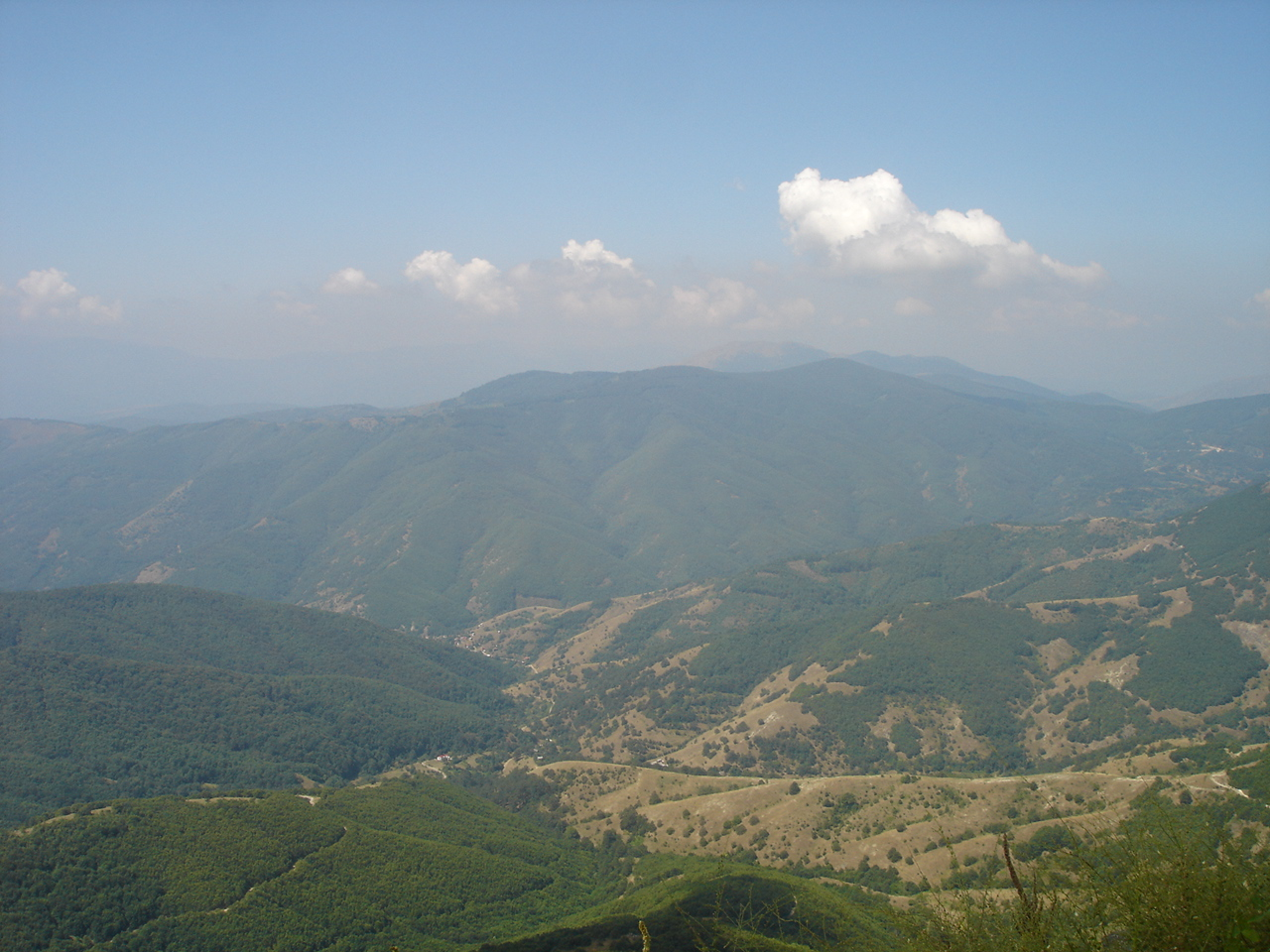
Вид зі схилів Бушевої гори

Бушева Планина простягається між долиною Треска на півночі, перевалом Барбарас (864 м) на північному сході, Прилепським полем або Пелагонія на сході, долиною річки Црна в районі Желєзніка (Демир-Хисара) на південь і річкою Жаба та найбільшим карстовим полем в Македонії — Церско Поле на заході. Займає площу 325 км². Найвища вершина – Стара Мусиця або просто Мусиця (1788 м н.р.м.).
На головному гірському хребті, що тягнеться в напрямку південний захід — північний схід, є ще 10 вершин висотою понад 1500 метрів, серед яких найбільш помітні Козьяк (1762 м н.р.м.), Блато (1592 м н.р.м.) і Кула (1437 м н.р.м.) у північній частині та Мечкін Камінь (1454 м н.р.м.) і Плоча (1293 м н.р.м.) у південній частині гори.